# Jan Fabricius
Jan Fabricius (ur. 30 września 1871 w Assen, zm. 23 listopada 1964 w Wimborne Minster, Anglia) – był holenderskim dramaturgiem i dziennikarzem. Był ojcem pisarza Johana Fabriciusa. Chociaż pisał nieprzerwanie od lat 90. XIX wieku do śmierci, jego największy sukces przypadł na lata 1904–1916, kiedy jego sztuki wyprzedały się w teatrach w Rotterdamie i zostały przetłumaczone na wiele języków. W szczytowym okresie swojej popularności był uważany przez Encyclopaedie van Nederlandsch-Indië za czołowego holenderskiego dramaturga piszącego sztuki rozgrywające się w Indiach.

## Wybrane sztuki
- Met den handschoen getrouwd. Tooneelspel in drie bedrijven (1906)
- Eenzaam. Drama in drie bedrijven (1907)
- De rechte lijn. Tooneelspel in drie bedrijven (1910)
- Onder één dak. Tooneelspel in drie bedrijven. (1914)
- Tòtòk en indo. Een plantage-idylle w drie bedrijven (1915)
- Dolle Hans. Indo-dramat w drie bedrijven. (1916)
- Nonni. Spel van sleur, voorschot en ethica, in drie bedrijven. (1916)
- Sonna. Indisch tooneelspel in drie bedrijven. (1916)
- Hein Roekoe (1917)
- De Meteoor (1919)
- De Reuzen van Klein Benting (1919)
- Ynske. Tooneelspel. (1922)
- Seideravond. Dramat. (1923)
- Demon. Tooneelspel. (1924)
- Hein Roekoe. Volks-dramat w drie bedrijven. (1924)
- De butler. Detektivestuk in drie bedrijven. (1931)
- Een ridder kwam voorbij. Komedie in drie bedrijven. (1932)
- Afrekening. Familiedrama in drie bedrijven. (1937).

## Wybrane książki
- Jeugdherinneringen van een Asser jongen (1946)
- Tempo doeloe. Uit. de goeie ouwe tijd. Met penteek. van Menno van Meeteren Brouwer. (1949)
- De ring van de profeet (1952, stworzony we współpracy z Anne de Vries)
- Mensen, die ik gekend heb (1960)
- Uit mijn tijd (1961).